# Nam Định
Nam Định wymowaⓘ – miasto w północnym Wietnamie, w delcie Rzeki Czerwonej, ośrodek administracyjny prowincji Nam Định. W 2009 roku liczyło 193 768 mieszkańców.
Duży ośrodek przemysłu włókienniczego i spożywczego; węzeł komunikacyjny; port rzeczny, lotnisko; pagoda Phổ Minh (XII wiek).